# Luis de Velasco Rami
Luis de Velasco Rami (València, 26 de gener de 1939) és un polític i economista espanyol. Funcionari per oposició del Cos de Tècnics Comercials de l'Estat, va exercir de secretari d'Estat de Comerç entre 1982 i 1986 durant el govern de Felipe González. Va ser diputat de la tercera legislatura del Congrés dels Diputats dins el Grup Parlamentari Socialista i diputat de la novena legislatura de l'Assemblea de Madrid dins el Grup Parlamentari d'Unió Progrés i Democràcia. També és autor de diferents assaigs.

## Biografia
Nascut el 26 de gener de 1939 a València, en la seva joventut va arribar a guanyar campionats d'Espanya en competicions esportives de segona fila en especialitats gimnàstiques com el poltre o el sòl. Llicenciat en dret per la Universitat de València (UV), el 1964 va ingressar per oposició al Cos de Tècnics Comercials de l'Estat. També va obtenir una llicenciatura en Economia per la Universitat Nacional d'Educació a Distància (UNED). Va estar destinat com a cap de la Oficial Comercial espanyola a Santiago de Xile entre 1967 i 1973 i en la de Malabo entre 1979 i 1980.
Luis de Velasco, que s'havia afiliat al Partit Socialista Obrer Espanyol (PSOE) el 1976, va ser nomenat el 1982 com a secretari d'Estat de Comerç pel govern de Felipe González, i va exercir com a tal fins a 1986. Es va presentar com a candidat al segon lloc de la llista del PSOE a la circumscripció electoral de Navarra per a les eleccions generals de 1986, en què va ser elegit diputat al Congrés. Va exercir com a parlamentari durant la tercera legislatura de les Corts Generals entre juliol de 1986 i setembre de 1989, participant com a vocal a la Comissió d'Economia, Comerç i Hisenda, a la Comissió de Pressupostos i en la Comissió Mixta per a les Comunitats Europees. Va abandonar la militància al PSOE el 1994.

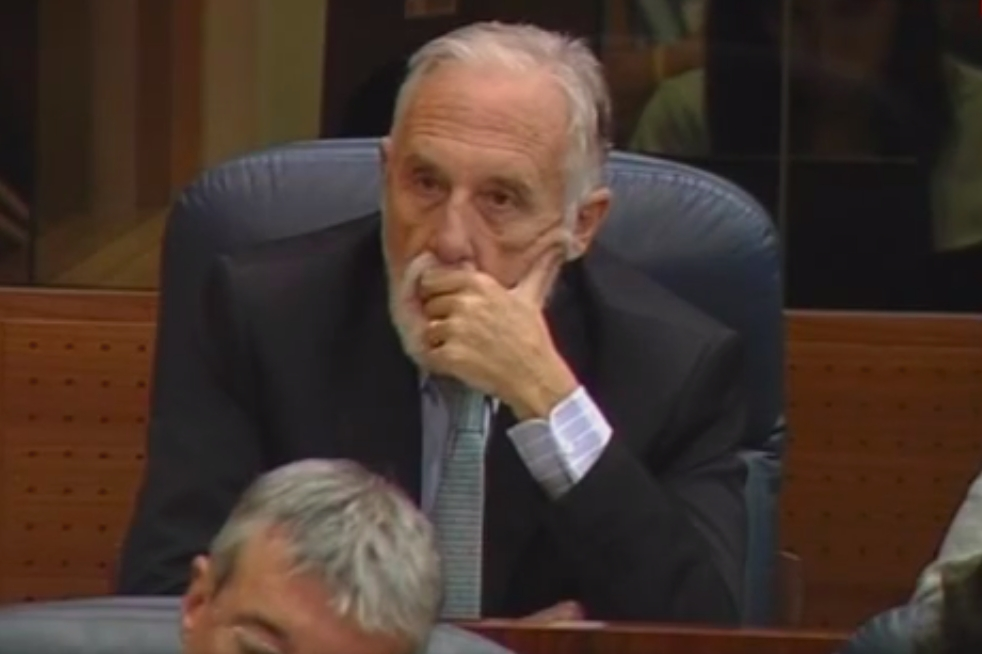
Velasco el 2014 a l'Assemblea de Madrid, durant el debat sobre l'Estat de la Regió.

Després de la seva sortida del PSOE va treballar en l'empresa privada i va estar destinat com a encarregat comercial espanyol a Nova York entre 2000 i 2005. Va ser militant de Ciutadans-Partit de la Ciutadania fins al 2008, quan es va afiliar a Unió Progrés i Democràcia (UPyD).
Va concórrer en el sisè lloc de la llista de UPyD per a les eleccions al Parlament Europeu de 2009 a Espanya, sense resultar elegit com a eurodiputat. Va encapçalar la candidatura de UPyD per a les eleccions a l'Assemblea de Madrid de 2011. Elegit diputat autonòmic per a la novena legislatura del parlament regional, va exercir de portaveu del grup parlamentari UPyD.
Adscrit al sector d'UPyD crític amb Rosa Díez, va anunciar la seva dimissió del consell de direcció del partit el 30 de març de 2015. Va abandonar la militància del partit també el 2015.

## Obres
Autor
- Velasco, Luis de. Políticas del PSOE 1982-1995. Del "cambio", a la decepción.  Barcelona: Icaria, 1996.[12]
- Velasco, Luis de. No son sólo algunas manzanas podridas (sobre las causas últimas de la crisis financiera de EE.UU.  Barcelona: El Viejo Topo, 2010.[13]

Coautor
- Velasco, Luis de; Gimbernat, José Antonio. La democracia plana.  Madrid: Biblioteca Nueva, 1999.[14]